# Formica bradleyi
Formica bradleyi es una especie de hormiga del género Formica, familia Formicidae. Fue descrita científicamente por Wheeler en 1913.
Se distribuye por Canadá y los Estados Unidos. Se ha encontrado a elevaciones de hasta 2591 metros. Vive en microhábitats como la base de las plantas, aunque también frecuenta praderas y bosques.